# Wiatyk
Wiatyk (łac. viaticum – „zapasy na drogę”; via – „droga”) – w chrześcijaństwie, a w szczególności w katolicyzmie, komunia święta podawana osobie w niebezpieczeństwie śmierci jako pokarm na drogę do życia wiecznego. 
W Kościele rzymskokatolickim do przyjęcia wiatyku zobowiązani są wszyscy ochrzczeni, o ile mogą przyjąć Eucharystię. Kodeks prawa kanonicznego zaleca udzielenie wiatyku także chorym, którzy już otrzymali tego dnia Komunię. Zwraca także uwagę, by nie odkładać udzielenia wiatyku na ostatnią chwilę, tak by chorzy byli jeszcze w pełni świadomi swego położenia (por. kan. 922 KPK). 
W miarę możliwości komunia powinna nastąpić w czasie mszy świętej odprawianej przy łożu umierającego i zostać podana pod obiema postaciami. Komunię św. pod dwiema postaciami mogą przyjąć wszyscy uczestniczący w obrzędzie. Jeżeli chory nie może przyjmować pokarmu stałego, eucharystia może zostać mu podana pod postacią samego konsekrowanego wina. Elementem celebracji udzielania wiatyku jest odnowienie przyrzeczeń chrzcielnych i wyznanie wiary. Możliwe jest także uzyskanie odpustu zupełnego.
Przed przyjęciem wiatyku nie obowiązuje post eucharystyczny. 
Wiatyku udziela kapłan, diakon, akolita albo nadzwyczajny szafarz Komunii Świętej.